# 演歌スペシャル
『演歌スペシャル』（えんかスペシャル）は、1982年2月1日から同年2月8日まで日本テレビ系列局で放送されていた日本テレビ製作の歌謡番組である。ロート製薬の一社提供。全2回。放送時間は毎週月曜 19:30 - 20:00 （日本標準時）。
『勝抜きドンドン歌合戦』開始までのつなぎ番組として放送。初回には『男の演歌』と、第2回には『女の演歌』と題して放送された。

## 出演歌手

### 第1回
- 北島三郎
- 山本譲二
- ほか

### 第2回
- 八代亜紀
- 柏原よしえ（現・柏原芳恵）
- ほか